# Frederic Raurell
Frederic Raurell i Ges (Barcelona, 1930-21 de diciembre de 2023) fue un capuchino español. Era doctor en teología y licenciado en ciencias bíblicas y semíticas. 

## Vida
Dio clases en las escuelas de los Capuchinos de Sarriá y era professor de exégesis y hermenéutica en la Universidad Antoniana de Roma y en la Facultad de Teología de Cataluña. Fue miembro fundador de la Asociación Bíblica de Cataluña, de la International Organization for the Study of the Old Testament y de la International Organization for Septuagint and Cognate Studies. Colaboró en la Biblia de la Fundación Bíblica Catalana y en los Comentarios del Oficio de lectura. Es codirector de "Estudios Eclesiásticos”, donde publicó numerosos estudios.
También incursionó en el tema franciscano, histórico y espiritual. También hizo escritos e investigaciones sobre su familia, Sarriá, y de su tiempo marcado por la Guerra Civil.

## Obra
Frederic Raurell publicó numerosos artículos y libros Destacamos aquí los más importantes:  
- Ètica de Job i llibertat de Déu. Revista Catalana de Teologia, 4. 1979. 5-24.[2]
- Del text a l’existència (1980). (en catalán)
- Mots sobre l’home, recopilación de artículos sobre antropología bíblica (1984). (en catalán)
- Lineamenti di antropologia biblica. Casale Monferrato. 1986. (en italiano)
- Der Mythos vom männlichen Gott (‘El mito del Dios masculino’), dentro de la corriente de la teología feminista (1989). (en alemán)
- Os, 4,7. De la "Doxa" a la "Atimia". Revista Catalana de Teologia, 14. 1989. 41-51.[3]
- El Càntic dels Càntis en els segles XII i XIII: la lectura de Clara d'Assís. Barcelona. 1990. (en catalán)
- I  Déu digué.... La paraula feta història. Barcelona. 1995. (en catalán)